# Leonardo Boff
Leonardo Boff [leoˈnaʁdu ˈbɔf], rojen kot Genézio Darci Boff [ʒeˈnɛzju daʁˈsi ˈbɔf], brazilski teolog, filozof in pisatelj, * 14. december 1938, Concórdia, Santa Carolina, Brazilija.
Je mednarodno priznani rimokatoliški teolog in avtor številnih knjig. Je tudi vodja gibanja teologije osvoboditve. Boff je trenutno častni profesor na Državni univerzi v Rio de Janeiru (EURJ), kjer uči etiko, filozofijo religije in ekologijo.

## Življenje
Oče je bil učitelj, mati je bila vzgojena v kmečki družini. Ima brata Clodovisa, ki je prav tako kot Leonardo priznan filozof. Za duhovnika je bil posvečen leta 1964, nato pa je šolanje nadaljeval na Univerzi v Münchnu, kjer je leta 1972 doktoriral. Boff je v svoji doktorski disertaciji preučeval, v kakšni meri je cerkev znak svetega in božanskega v posvetnem svetu in v procesu osvoboditve zatiranih. Svojo disertacijo je kasneje v nemščini objavil v knjigi Die Kirche als Sakrament im Horizont der Welterfahrung. Naslednjih 20 let je deloval kot profesor teologije na Jezuitskem inštitutu za filozofijo in teologijo v Petropolisu v Braziliji. Boff je bil eden od ustanoviteljev teologije osvoboditve. Vatikan ga je leta 1985 “utišal” zaradi njegove kritike katoliške cerkve, objavljene v knjigi Cerkev: karizma in moč. Zato je leta 1992 zapustil frančiškanski red z besedami, da je “prihodnost človeštva in planeta Zemlja pomembnejša od prihodnosti institucionalizirane cerkve”. Še vedno je aktiven kot laični duhovnik v revnih skupnostih, ki vidijo smisel socialne pravičnosti v osnovnih in temeljnokrščanskih skupnostih. V Braziliji je več kot 100.000 tovrstnih temeljnokrščanskih skupnosti, ki poskušajo spojiti Kristusove nauke z osvobajajočim socialnim evangelijem. Boff verjame, da so to mesta, kjer se teologija osvoboditve konkretno živi, kjer ima osvobajajoča vera politične razsežnosti in kjer revni lahko razumejo, da revščina ni naravna. Boff je tesno sodeloval z brazilskim gibanjem za zemljo (MST), prejemnikom nagrade za življenjsko delo leta 1991. V zadnjih letih skuša Boff v teologijo osvoboditve vključiti tudi ekologijo. Od leta 1993 je častni profesor na Državni univerzi v Rio de Janeiru, kjer uči etiko, filozofijo religije in ekologijo. Poročen je z Brazilko Márcio Monteiro da Silva Miranda.

## Filozofija
Boff je v nedavno izdanih knjigah, kot je npr. Cry of the Earth, Cry of the Poor, združil svojo duhovno vizijo in zavezanost osvoboditvi revnih ter skrb za okolje. Boff je postal eden najbolj znanih podpornikov (skupaj z Gustavom Gutiérrezom, Juanom Luisom Segundom in Jonom Sobrinom) teologov zgodnje osvoboditve. Bil je med prvimi, ki je skušal artikulirati ogorčenje nad revščino in marginalizacijo s pogovorom o veri, ki vodi v teologijo osvoboditve. V katoliški cerkvi velja za kontroverzno osebnost, predvsem zaradi svoje ostre kritike cerkvene hierarhije, pa tudi zaradi svojih neomajnih političnih stališč.
Boff je kritičen do laične moči in tudi do ameriške zunanje politike. Nasprotoval je vojni v Iraku in menil, da je vodstvo Georgea W. Busha in Ariela Sharona podobno vodstvu "fundamentalističnih terorističnih držav". Kritiziral je tudi despotske vladarje na Bližnjem vzhodu, saj je menil, da ljudi vzdržujejo v revščini, čeprav so izjemno bogati.
Oblasti rimskokatoliške cerkve so Boffovo stališče o vodstvu cerkve ocenile kot nesprejemljivo. Tudi v njegovi podpori teologije osvoboditve so videli politiziranje in elemente marksizma.
Večji del življenja je Boff delal kot profesor na akademskih področjih teologije, etike in filozofije po celotni Braziliji in tudi kot predavatelj na številnih tujih univerzah, kot so Lizbonska univerza, Univerza v Barceloni, Univerza Lund, Univerza v Oslu, Univerza Torino in drugih.
Zaradi svojih navdihujočih spoznanj in praktičnega dela, s katerim ljudem pomaga v dojemanju povezave med človeško duhovnostjo, socialno pravičnostjo in upravljanjem z okoljem je Leonardo leta 2000 prejel nagrado Right Livelihood Award.
Boff je izvolitev papeža Frančiška marca 2013 podprl s komentarjem, da je to spodbudno in da je zaveza za Cerkev, da se usmeri v preprostost in v ekologijo. Obenem se je postavil Bergogliu v bran rekoč, ko so se pojavljale obtožbe, da je sodeloval z vojaško hunto: »Rešil in skril je veliko ljudi, ki jih je preganjala vojaška diktatura.«

## Dela
Knjige
- Zakramenti življenja in življenje zakramentov. 1977. (prevedeno leta 1990).
- Cerkev: karizma in moč : razprave o bojeviti ekleziologiji. 1985. (prevedeno leta 1986).

Članki
- Milosti polna, "kon-templirana" : Marijino pravo ime. (Ženske in religija. - Letn. 12, št. 45/46 (2007), str. 239-245).
- Cerkev - hierarhija ali božje ljudstvo. (Znamenje : revija za teološka, družbena in kulturna vprašanja. ISSN 0351-5664. - Let. 29, št. 5-6 (1999), str. 40-49).
- Teologija osvoboditve in ekologija: alternativa, nasprotje ali dopolnitev? (Znamenje : revija za teološka, družbena in kulturna vprašanja. ISSN 0351-5664. - 26, št. 1/2 (januar-februar-marec-april 1996), str. 53-63).
- Je kozmični Kristus večji kot Jezus iz Nazareta? (Znamenje : revija za teološka, družbena in kulturna vprašanja. ISSN 0351-5664. - Št. 5/6 (2007), str. 51-58).
- Kaj so teologije tretjega sveta? (Znamenje : revija za teološka, družbena in kulturna vprašanja. ISSN 0351-5664. - 19, št.2 (1989), str.147-154).

Dela, ki niso prevedena v slovenščino:
- Evangelio del Cristo cósmico. 2009.
- El águila y la gallina. Una metáfora de la condición humana. Cuarta edición 2006.
- Ecología: grito de la Tierra, grito de los pobres. Cuarta edición 2006.
- Femenino y masculino. Una nueva conciencia para el encuentro de las diferencias. 2004.
- La voz del arco iris. 2003.
- El cuidado esencial. Ética de lo humano, compasión por la Tierra. 2002.
- Mística y espiritualidad, junto a Frei Betto. Tercera edición 2002.
- Ética planetaria desde el Gran Sur. 2001.
- Gracia y experiencia humana. 2001.
- El despertar del águila. 2000.
- La dignidad de la Tierra. Ecología, mundialización, espiritualidad. 2000.
- La opción-Tierra: la solución para la tierra no cae del cielo. 2008.
- Ecclesiogenesis: The Base Communities Reinvent the Church. 1986.